# Società Sportiva Edera Ravenna 1947-1948
Questa pagina raccoglie le informazioni riguardanti la Società Sportiva Edera Ravenna nelle competizioni ufficiali della stagione 1947-1948.

## Stagione
Nella stagione 1947-48 il Ravenna ha disputato il girone M del campionato di Serie C, con 33 punti si è piazzato in quinta posizione, per la riforma dei campionati solo le prime due, il Rimini con 47 punti ed il Cesena con 46 punti sono ammesse alla nuova Serie C, dalla terza il Fano fino all'undicesima il Russi, Ravenna compreso piazzato al quinto posto, parteciperanno al torneo di Promozione Interregionale, i giallorossi vi resteranno per tre stagioni.

## Rosa
| N. |                   | Ruolo | Calciatore        |
| -- | ----------------- | ----- | ----------------- |
|    | Italia (bandiera) | P     | Elio Angelini     |
|    | Italia (bandiera) | P     | Oscar Barbini     |
|    | Italia (bandiera) | D     | Mario Baldini     |
|    | Italia (bandiera) | D     | Alfredo Calderoni |
|    | Italia (bandiera) | A     | Tolmino Casadio   |
|    | Italia (bandiera) | D     | Franco Cicognani  |
|    | Italia (bandiera) | C     | Alvaro Godoli     |
|    | Italia (bandiera) | A     | Emilio Leonardi   |
|    | Italia (bandiera) | A     | Ariano Monti      |

| N. |                   | Ruolo | Calciatore         |
| -- | ----------------- | ----- | ------------------ |
|    | Italia (bandiera) | C     | Oliviero Pasquali  |
|    | Italia (bandiera) | A     | E. Querzoli        |
|    | Italia (bandiera) | D     | Piero Ricci        |
|    | Italia (bandiera) | C     | Gino Strocchi      |
|    | Italia (bandiera) | C     | Gualtiero Taroni   |
|    | Italia (bandiera) | A     | Valentino Valli    |
|    | Italia (bandiera) | A     | Memo Visani        |
|    | Italia (bandiera) | D     | Francesco Zaccaria |
|    | Italia (bandiera) | A     | Paolo Zampighi     |